# 格罗苏斯
格罗苏斯是巴西北大河州的一个市镇。总面积126平方公里，总人口9441人，人口密度74.9人/平方公里。